# 0609 (együttes)
A 0609 cseh könnyűzenei együttes. Aš városában alapították az egykori Mac Beth együttes tagjai 1999-ben. Az együttes elsősorban Aš és Cheb környékén koncertezik. 2007-ben a brit Smokie együttessel is felléptek.

## Diszkográfia

### Nagylemezek
- Pár kouzel - (Universal Music, 2000)
- Pár čísel - (Česká hudba, 2002)
- Pár změn - (Arecamultimedia, 2004)

### Kislemezek
- Kousek nebe (2004, videóklip is)
- Čísla       (2004, videóklip is)
- Bylo nebylo (2004, videóklip is)
- Žít chvíli dýl (2004)
- Ze života (2005)
- To všechno z lásky (2007)
- Žárlím (2008)

## Tagok

### Jelenlegi tagok
- Martin Čarný (ének, gitár)
- Miroslav Všetečka (ütőhangszerek)
- Marcel Rau (basszusgitár)
- Petr Rokůsek (billentyűs hangszerek)

### Korábbi tagok
- Miroslav Chrástka
- Karel Mecner
- Libor Bartoš
- Tomáš Demčák (billentyűs hangszerek)

## Külső hivatkozások
- www.0609.cz az együttes hivatalos weblapja

## Fordítás
- Ez a szócikk részben vagy egészben a 0609 című cseh Wikipédia-szócikk ezen változatának fordításán alapul.  Az eredeti cikk szerkesztőit annak laptörténete sorolja fel. Ez a jelzés csupán a megfogalmazás eredetét és a szerzői jogokat jelzi, nem szolgál a cikkben szereplő információk forrásmegjelöléseként.